# Xerraire de Maës
El xerraire de Maës (Garrulax maesi) és un ocell de la família dels leiotríquids (Leiothrichidae).

## Hàbitat i distribució
Viu entre la malesa dels boscos de les muntanyes del Tibet, Xina meridional, al sud de Szechwan, nord-est de Yunnan i Kwangsi, i el nord del Vietnam